# Delirious (filme)
Delirious é uma comédia romântica realizada por Tom Mankiewicz, com a participação de John Candy, Mariel Hemingway, Emma Samms e Raymond Burr. O filme foi lançado em 1991, mas não teve sucesso comercial nas bilheteiras.